# Avenida de la Paz (metrostation)
Avenida de la Paz is een metrostation in het stadsdeel Ciudad Lineal van de Spaanse hoofdstad Madrid. Het station werd geopend op 4 januari 1979 en wordt bediend door lijn 4 van de metro van Madrid.